# Scopula yihe
Scopula yihe là một loài bướm đêm trong họ Geometridae.